# Marta Frías Acedo

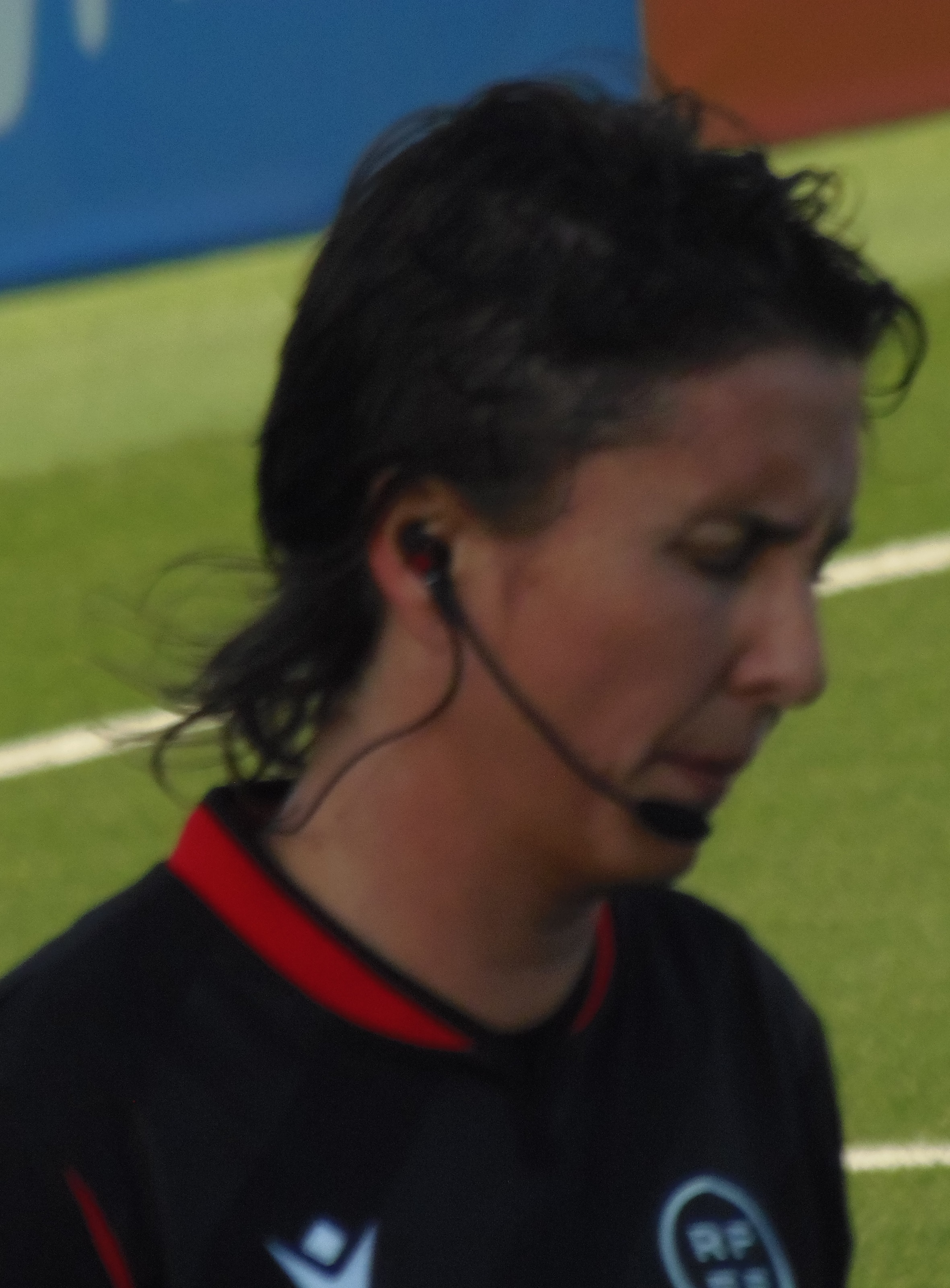
Marta Frías Acedo (2021)

Marta Frías Acedo (* 29. Oktober 1980 in Villamesías, Provinz Cáceres) ist eine spanische Fußballschiedsrichterin.
Frías Acedo leitet seit der Saison 2017/18 Spiele in der Primera División.
Von 2012 bis 2021 stand sie auf der Liste der FIFA-Schiedsrichter und leitete internationale Fußballpartien, unter anderem in der Women’s Champions League, in der Qualifikation zur Europameisterschaft 2017 und 2022 sowie zur Weltmeisterschaft 2019 und 2023.
Am 16. Januar 2021 leitete Frías Acedo das Finale der Supercopa de España 2020/21 zwischen Atlético Madrid und UD Levante (3:0).